# Usina Nuclear de Obninsk
A Usina Nuclear de Obninsk (em russo:  Обнинская АЭС, transl. Obninskaia AES) foi a primeira usina nuclear do mundo, ou seja, o primeiro reator nuclear que produziu eletricidade industrialmente, embora em pequena escala.
Construída na "Cidade das Ciências" de Obninsk, Oblast de Kaluga, a cerca de 110 km a sudoeste de Moscou, na União Soviética, ela foi conectada à rede elétrica em junho de 1954. A usina permaneceu em operação até 2002, embora sua produção de eletricidade para a rede tenha cessado em 1959; depois disso, funcionou apenas como uma central de pesquisa e produção de isótopos.
Segundo Lev Kotchetkov, "embora a utilização do calor gerado continuasse e a produção de isótopos fosse aprimorada, a tarefa principal era realizar estudos experimentais". A tecnologia aperfeiçoada na planta piloto de Obninsk foi posteriormente empregada em uma escala muito maior nos reatores RBMK.

## Projeto
A unidade de reator na usina, AM-1 ("Атом Мирный", russo para "átomo pacífico"), tinha uma capacidade elétrica total de 6 MW e uma capacidade líquida de cerca de 5 MWe. A produção térmica foi de 30 MW. Foi um projeto de protótipo, usando um moderador de grafite e refrigeração à água. Este reator foi o precursor dos reatores RBMK. 
Seu reator utilizava urânio enriquecido a 5%; essa porcentagem seria reduzida em reatores subsequentes.

## História
A construção começou em 1 de janeiro de 1951. A primeira reação crítica foi alcançada em 6 de maio de 1954 e a primeira conexão à rede foi realizada em 27 de junho de 1954. Por cerca de quatro anos, até a abertura da Usina Nuclear da Sibéria, Obninsk permaneceu o único reator de energia nuclear da União Soviética; a usina permaneceu ativa até 29 de abril de 2002, quando foi finalmente encerrada. Segundo Kotchetkov, em seus 48 anos de operação não houve incidentes significativos que resultassem em overdose ou mortalidade de pessoas, ou em liberação radioativa no ambiente que excedesse os limites permitidos.

A seguinte usina nuclear soviética a ser conectada à sua rede elétrica foi a Unidade 1 de Beloiarsk, em 1964, com uma capacidade de 100 MWe.